# كارتشان (أراك)
كارتشان (بالفارسية: کارچان) هي مدينة تقع في إيران في البلدة المركزية. يقدر عدد سكانها بـ 3,530 نسمة .